# Quadratrix
Als Quadratrix (auch Quadratix) bezeichnet man Kurven, mit deren Hilfe ein zu einem gegebenen Kreis flächengleiches Quadrat konstruiert werden kann. Neben der Quadratrix selbst beziehungsweise einem Gerät, das sie zeichnet, sind dabei normalerweise nur Zirkel und Lineal als Konstruktionswerkzeuge zugelassen (siehe auch Quadratur des Kreises).
Etwas allgemeiner bezeichnet man als Quadratrix auch eine Kurve, mit deren Hilfe ein flächengleiches Quadrat zu einer durch eine (nicht polygonale) Kurve begrenzten Fläche konstruiert werden kann. Eine Quadratrix ist also eine Kurve, die die (exakte) Quadratur einer solchen Fläche ermöglicht.
Beispiele:
- Quadratrix des Hippias
- Archimedische Spirale
- Quadratrix von Tschirnhaus
- Quadratrix von Ozanam
- Kochleoide